# Johannes Holswilder
Johannes Holswilder (Schoonhoven, 16 februari 1902 – 's-Gravenhage, Waalsdorpervlakte, 29 februari 1944) was een Nederlands notarisklerk en verzetsstrijder tijdens de Tweede Wereldoorlog.

## Biografie
Johannes Holswilder werd geboren in Schoonhoven als zoon van Johannes Holswilder en Andriena Suur. Hij werkte als notarisklerk op het kantoor van notaris Teijinck in Schoonhoven. In 1925 trouwde hij met Magcheltje de Ruiter. In 1933 sloot Holswilder zich aan bij de NSB. Als groepsleider sprak hij op vergaderingen. In februari 1934 werd hij na afloop van een vergadering in Lopikerkapel mishandeld en werd zijn auto vernield. Niet lang hierna stapte Holswilder uit de NSB.

### Tweede Wereldoorlog
Tijdens de Tweede Wereldoorlog werd Holswilder lid van de verzetsgroep Oranje Vrijbuiters, die onder leiding stond van Klaas Postma. Op 24 augustus 1943 vond een inval plaats op het hoofdkwartier van de verzetsgroep aan de Nieuwegracht in Utrecht, waarbij Bertus Meulenkamp, Joop de Heus, Heinz Loewenstein en Leo Fischer werden gevangengenomen. Klaas Postma en Jacques Martens werden een dag later gearresteerd. Andere leden werden in de weken erna opgepakt. Allen werden overgebracht naar het Oranjehotel in Scheveningen. 
Holswilder werd als laatste op 24 december 1943 thuis gearresteerd. Vanaf 27 december 1943 zat hij vast in het Oranjehotel, in cel 421. Twintig leden van de Oranje Vrijbuiters werden op 28 februari 1944 ter dood veroordeeld. Op 29 februari 1944 werden achttien leden op de Waalsdorpervlakte gefusilleerd. Twee leden hadden gratie gekregen. De stoffelijke overschotten werden in een kuil gegooid.

### Na de oorlog
Na de oorlog werden de lichamen van de gefusilleerde verzetsstrijders op de Waalsdorpervlakte teruggevonden. De lichamen werden na identificatie tijdelijk begraven in een massagraf op de Algemene Begraafplaats in Den Haag. In 1946 vond een herbegrafenis plaats op Begraafplaats Tolsteeg in Utrecht. De achttien verzetsstrijders werden begraven in negen graven. Op 10 mei 1947 werd het grafmonument onthuld. Holswilder deelt een graf met Pieter Verhage.

## Eerbetoon
- Zijn naam staat vermeld op de Erelijst van Gevallenen 1940-1945.[6]
- Zijn naam staat vermeld op het digitaal Namenmonument Oranjehotel.[7]